# Сборная всех звёзд Джи-Лиги НБА
Сборная всех звёзд Джи-Лиги НБА (англ. All-NBA G League Team) — ежегодная награда Джи-Лиги НБА, присуждаемая лучшим игрокам лиги по итогам каждого сезона Джи-Лиги. Голосование проводится главными тренерами лиги. Команда формируется с самого первого сезона существования лиги. Сборная всех звёзд Джи-Лиги НБА состоит из трёх составов по пять человек, обычно включающих в общей сложности 15 мест в составе. Изначально сборная Лиги развития НБА состояла из двух команд, но была расширена до трёх в сезоне 2007/2008.
Игроки получают пять очков за голосование за первую команду, три очка за голосование за вторую команду и одно очко за голосование за третью команду. Пять игроков с наибольшим количеством очков попадают в первую команду, следующие пять — во вторую и так далее. В случае ничьей на пятом месте любой из команд состав расширяется. Если в результате ничьей первая команда состоит из шести игроков, вторая команда по-прежнему будет состоять из пяти игроков с возможностью дальнейшего расширения в случае дополнительных ничьих. Омар Кук, Уилл Конрой, Блэйк Эхерн, Джерел Макнил, Куинн Кук, Джонатан Мотли, Джастин Андерсон и Мэйсон Джонс удерживают рекорд по наибольшему количеству попаданий в сборную всех звёзд – по три раза.

## Состав сборных
|           | Отмечает игроков, получивших звание самого ценного игрока (MVP) в том же году.        |
| Игрок (X) | Обозначает количество раз, когда игрок был выбран в любую команду лиги на тот момент. |

| Сезон     | Сборная             | Сборная                  | Сборная               | Сборная                  | Сборная             | Сборная             |
| Сезон     | Первая пятёрка      | Первая пятёрка           | Вторая пятёрка        | Вторая пятёрка           | Третья пятёрка      | Третья пятёрка      |
| Сезон     | Игроки              | Клубы                    | Игроки                | Клубы                    | Игроки              | Клубы               |
| --------- | ------------------- | ------------------------ | --------------------- | ------------------------ | ------------------- | ------------------- |
| 2001/2002 | Исаак Фонтейн       | Мобил Ревелерс           | Омар Кук              | Фейетвилл Пэтриотс       | Нет третьей команды | Нет третьей команды |
| 2001/2002 | Тремэйн Фоулкс      | Коламбус Ривердрагонс    | Пол Грант             | Ашвилл Алтитьюд          | Нет третьей команды | Нет третьей команды |
| 2001/2002 | Томас Хэмилтон      | Гринвилл Грув            | Дерек Худ             | Мобил Ревелерс           | Нет третьей команды | Нет третьей команды |
| 2001/2002 | Ансу Сесэй          | Гринвилл Грув            | Террелл Макинтайр     | Фейетвилл Пэтриотс       | Нет третьей команды | Нет третьей команды |
| 2001/2002 | Билли Томас         | Гринвилл Грув            | Седрик Уэббер         | Норт-Чарлстон Лоугейторс | Нет третьей команды | Нет третьей команды |
| 2002/2003 | Девин Браун         | Фейетвилл Пэтриотс       | Кори Александер       | Роанок Даззл             | Нет третьей команды | Нет третьей команды |
| 2002/2003 | Тьерри Браун        | Норт-Чарлстон Лоугейторс | Эрнест Браун          | Мобил Ревелерс           | Нет третьей команды | Нет третьей команды |
| 2002/2003 | Тэнг Хэмилтон       | Коламбус Ривердрагонс    | Дерек Худ (2)         | Мобил Ревелерс           | Нет третьей команды | Нет третьей команды |
| 2002/2003 | Микки Мур           | Роанок Даззл             | Нейт Джонсон          | Коламбус Ривердрагонс    | Нет третьей команды | Нет третьей команды |
| 2002/2003 | Джефф Трепанье      | Ашвилл Алтитьюд          | Седрик Уэббер (2)     | Норт-Чарлстон Лоугейторс | Нет третьей команды | Нет третьей команды |
| 2003/2004 | Джош Эсселин        | Роанок Даззл             | Омар Кук (2)          | Фейетвилл Пэтриотс       | Нет третьей команды | Нет третьей команды |
| 2003/2004 | Тьерри Браун (2)    | Чарлстон Лоугейторс      | Бриттон Джонсен       | Фейетвилл Пэтриотс       | Нет третьей команды | Нет третьей команды |
| 2003/2004 | Джейсон Коллиер     | Фейетвилл Пэтриотс       | Брэндон Курц          | Ашвилл Алтитьюд          | Нет третьей команды | Нет третьей команды |
| 2003/2004 | Десмонд Пенигар     | Ашвилл Алтитьюд          | Филип Рикки           | Хантсвилл Флайт          | Нет третьей команды | Нет третьей команды |
| 2003/2004 | Марк Перри          | Роанок Даззл             | Уильям Сандерс        | Фейетвилл Пэтриотс       | Нет третьей команды | Нет третьей команды |
| 2003/2004 | —                   | Имей Удока               | Чарлстон Лоугейторс   |                          | Нет третьей команды | Нет третьей команды |
| 2004/2005 | Кори Александер (2) | Роанок Даззл             | Дэймон Браун          | Хантсвилл Флайт          | Нет третьей команды | Нет третьей команды |
| 2004/2005 | Мэтт Кэрролл        | Роанок Даззл             | Омар Кук (3)          | Фейетвилл Пэтриотс       | Нет третьей команды | Нет третьей команды |
| 2004/2005 | Хирам Фуллер        | Флорида Флейм            | Рон Слэй              | Ашвилл Алтитьюд          | Нет третьей команды | Нет третьей команды |
| 2004/2005 | Кёрк Хастон         | Флорида Флейм            | Джеймс Томас          | Роанок Даззл             | Нет третьей команды | Нет третьей команды |
| 2004/2005 | Витор, Айзея        | Роанок Даззл             | Дэвид Янг             | Фейетвилл Пэтриотс       | Нет третьей команды | Нет третьей команды |
| 2004/2005 | —                   | Деррик Циммерман         | Коламбус Ривердрагонс |                          | Нет третьей команды | Нет третьей команды |